# Rhyacophila haddocki
Rhyacophila haddocki är en nattsländeart som beskrevs av Donald G. Denning 1968. Rhyacophila haddocki ingår i släktet Rhyacophila och familjen rovnattsländor. Inga underarter finns listade i Catalogue of Life.